# マルティン・ヴァルトゼーミュラー

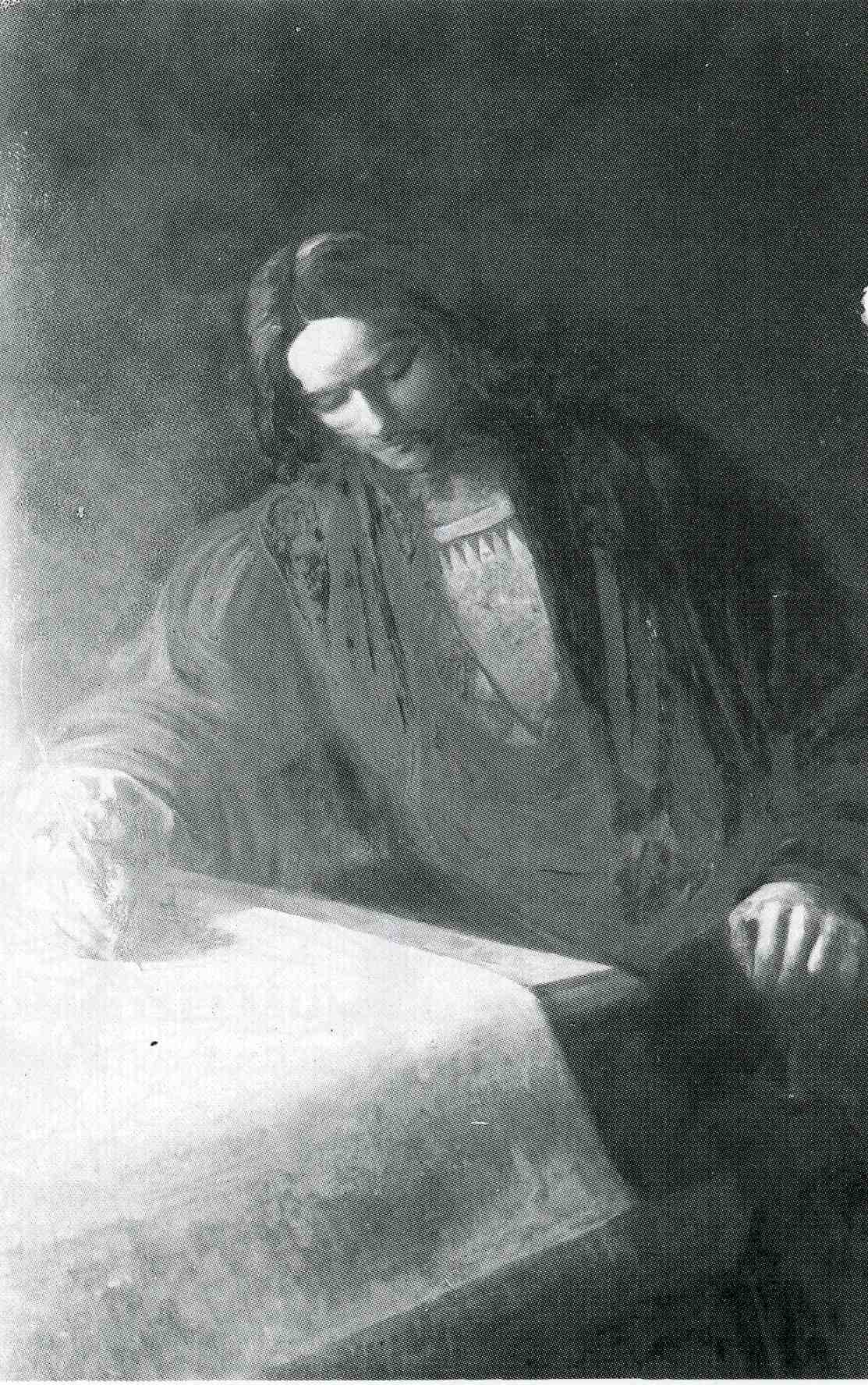
19世紀に描かれた肖像画

マルティン・ヴァルトゼーミュラー（Martin Waldseemüller, 1470年頃 - 1520年3月16日）は、ドイツの地理学者。
1507年にマティアス・リングマン (Matthias Ringmann) とともに著した冊子「宇宙誌入門」(Cosmographiae Introductio) において、フィレンツェ人の探検家アメリゴ・ヴェスプッチにちなんだ「アメリカ」という名を初めて用いた人物である。

## 生涯
フライブルク・イム・ブライスガウ近郊のヴォルフェンヴァイラー（Wolfenweiler, 現在のシャルシュタット〔Schallstadt〕の一部）で肉屋の息子として生まれ、フライブルク大学で学んだ。ここでエルザス出身のリングマンと知り合っている。
大学を卒業後、ロートリンゲン公国のザンクト・ディーデル（現在のフランス領ロレーヌ地域圏サン＝ディエ＝デ＝ヴォージュ）で天文学の教授職につくかたわら、ラテン語の教授となったリングマンとともに地図学を教えることもあった。1520年にザンクト・ディーデルにて没した。

## 業績

1507年製地図

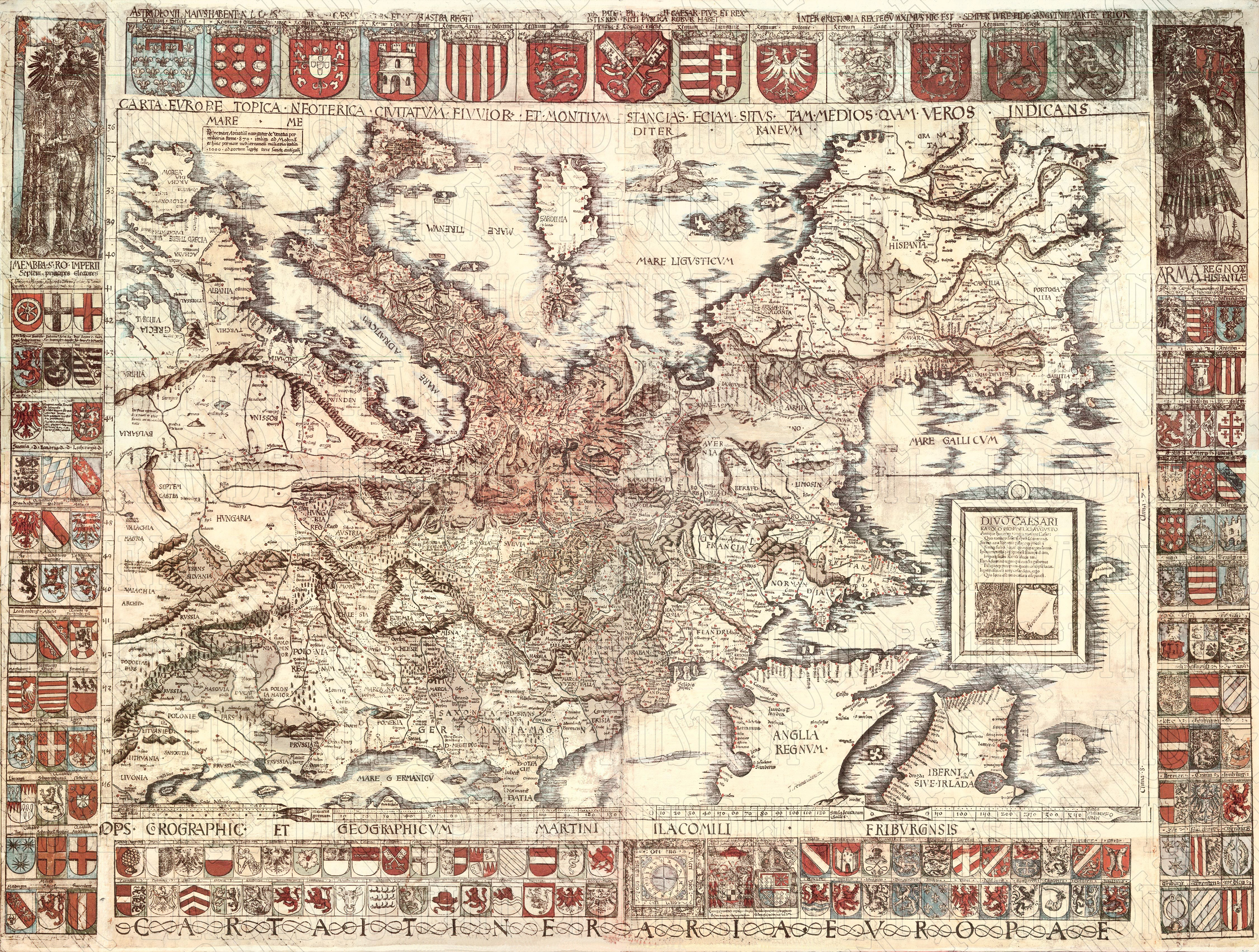
1520年製地図

1507年4月25日、彼はリングマンとともに2種類の全体的な世界地図を作成し、それらの中で「アメリカ」という名を初めて用いた。1つ目の地図は、球状の世界地図の展開図であり、購入者が裁断して適切な球体に貼り付けて使用することを目的とされていた。もう1つの地図は12枚に分割されていて、額に入れて掲示するための巨大な世界地図である。それらの地図に地図学についての入門書である「宇宙誌入門」が添付されて出版された。その冊子にはラテン語に翻訳されたヴェスプッチの航海の手記が含まれているが、歴史家の中にはこの手記はイタリアの友人に宛てる書簡の形を取った偽書であると考えているものもある。この冊子に、新大陸を発見者であるアメリゴからアメリカと呼称することにしたという説明がある。以下はその引用である。
ab Americo Inventore...quasi Americi terram sive Americam (from Amerigo the discoverer ...as if it were the land of Americus, thus America)
1513年、アメリカ発見と命名におけるヴェスプッチの役割が過大評価されていると抗議を受けたためか、あるいは単に北米に相当する地域の発見を期待してか、ヴァルトゼーミュラーは「アメリカ」という命名について再考したようである。そして、彼は改訂した地図の中で、この大陸を単にラテン語で「未知の土地」(Terra Incognita) と表記するに止めた。しかしこの改訂にもかかわらず、「アメリカ」と記述された2枚組の世界地図はすでに1,000部が流通しており、この新大陸は「アメリカ」として知られるようになった。一部の書類で北アメリカは「インド諸国」(Indies) と記され続けたが、徐々に「アメリカ」という呼称に統一された。
この壁掛け用の世界地図は長い間失われていたが、1901年にヨーゼフ・フィッシャー (Joseph Fischer) によって南ドイツにある城からコピーが発見された。それは現存する唯一のコピーであり、アメリカ議会図書館によって2001年に購入が提案され、2003年に正式に買い取られた。球状の世界地図は4部が裁断前の形で現存しており、そのうちの一部がアメリカ大陸側にあり、ミネソタ大学ツインシティー校の図書館に収蔵されている。